# Pristimantis nicefori
Pristimantis nicefori är en groddjursart som först beskrevs av Cochran och Coleman J. Goin 1970.  Pristimantis nicefori ingår i släktet Pristimantis och familjen Strabomantidae. IUCN kategoriserar arten globalt som livskraftig. Inga underarter finns listade i Catalogue of Life.